# 湖南省文化和旅游厅
湖南省文化和旅游厅是中华人民共和国湖南省人民政府管理湖南省文化艺术事业的组成部门。

## 主要职能
1. 贯彻党和国家有关文化艺术工作的路线、方针、政策和法律、法规、规章，拟定全省文化艺术工作的政策、规章并监督实施。
2. 拟定全省文化事业发展战略和发展规划，协调文化事业发展的比例关系；指导全省文化体制改革。
3. 管理全省文学、艺术事业，指导艺术创作与生产，重点扶植代表性、示范性、实验性文化艺术品种，推动各门类艺术的发展；归口管理全省性重大文化活动。
4. 拟定全省文化产业规划和政策，指导、协调文化产业发展；统筹安排文化、文物事业经费 ；规划、指导全省重点文化设施建设。
5. 归口管理全省文化市场，拟定全省文化市场的发展规划并组织实施，指导全省文化市场稽查工作。
6. 管理全省社会文化事业，拟定社会文化事业发展规划并组织实施，指导各类社会文化事业的建设与发展；管理全省图书馆事业。
7. 管理全省电影发行放映事业，拟定全省电影发行放映事业的发展规划并组织实施。
8. 管理全省文化科技，归口管理对外及港澳台文化交流工作，拟定其发展规划和政策，推动文化科技的进步和对外及港澳台文化交流工作的发展。
9. 按照省人民政府规定，管理省文物局。
10. 承办省委、省人民政府交办的其他事项。

## 历任厅长
文化厅厅长
- 朱建纲（2013年3月-2014年6月）
- 李晖（2014年7月-2016年12月）
- 禹新荣（2017年2月-2018年10月）

文化和旅游厅厅长
- 陈献春（2018年10月-2020年7月）
- 禹新荣（2020年7月-2022年1月）
- 李爱武（2022年2月-）

## 机构设置

### 内设机构
- 办公室（政策法规处）
- 规划财务处
- 文化产业处
- 艺术处
- 社会文化处
- 文化市场处
- 人事教育处
- 机关党委
- 纪检组、监察室
- 老干部工作办公室
- 湖南省文化市场稽查总队

### 直属机构
- 湖南艺术职业学院
- 湖南图书馆
- 湖南省少年儿童图书馆
- 湖南省群众艺术馆
- 湖南省博物馆
- 湖南省文物考古研究所
- 湖南省文物商店
- 湖南省艺术研究所
- 湖南省花鼓戏剧院
- 湖南省湘剧院
- 湖南省歌舞剧院
- 湖南省木偶皮影艺术剧院
- 湖南省杂技团
- 湖南省京剧团
- 湖南省话剧团
- 湖南大剧院
- 湖南文化娱体中心
- 湖南文化音像出版社
- 湖南省文化资源开发中心
- 湖南省电影发行放映中心
- 湖南省文化物资公司
- 湖南省文化厅艺术幼儿园